# CQ
Pour les articles homonymes, voir CQ (homonymie).
Pour l’article ayant un titre homophone, voir sécu.
Pour plus de détails, voir Fiche technique et Distribution.
CQ est un film franco-italo-américano-luxembourgeois réalisé par Roman Coppola, présenté au Festival de Cannes 2001 puis sorti en salles en 2002.

## Synopsis
CQ met en scène un jeune assistant-réalisateur qui se rend à Paris, dans les années 1960, pour participer au tournage d'un film de science-fiction, intitulé Dragonfly. Les imprévus se multiplient sur le tournage.

## Fiche technique
- Titre : CQ
- Réalisateur : Roman Coppola
- 1er assistant-réalisateur : Laurent Herbiet
- Scénario : Roman Coppola
- Photographie : Robert Yeoman
- Montage : Leslie Jones
- Musique : Pierre Begon-Lours, Stéphane Luginbühl, Patrick Woodcock, Ed Goldfarb
- Son : Richard Beggs
- Décors : Dean Tavoularis
- Costumes : Judy Shrewsbury
- Producteur : Gary Marcus
- Coproducteurs : Bob Bellion, Jimmy de Brabant et Michael Polaire
- Producteurs délégués : Willi Bär, Francis Ford Coppola, Georgia Kacandes et Jean-Claude Schlim
- Sociétés de production : United Artists, American Zoetrope, Delux Productions, Luxembourg Film Fund, CQ Productions, Sawyer Productions
- Sociétés de distribution : United Artists, Pretty Pictures
- Genre : comédie dramatique, science-fiction
- Durée : 88 minutes
- Dates de sortie :  
  -  France : 12 mai 2001 (Festival de Cannes 2001)
  -  États-Unis : 24 mai 2002
  -  France : 29 janvier 2003

## Distribution
- Jeremy Davies : Paul Ballard
- Angela Lindvall : Valentine/Dragonfly
- Élodie Bouchez : Marlène
- Gérard Depardieu : Andrzej, le réalisateur
- Giancarlo Giannini : Enzo di Martini, le producteur
- Massimo Ghini : Fabrizio
- John Philip Law : le président
- Jason Schwartzman : Felix DeMarco
- Dean Stockwell : le docteur Ballard
- Billy Zane : Monsieur E
- Silvio Muccino : Pippo
- Natalia Vodianova : Brigit
- Sofia Coppola : la maîtresse d'Enzo
- Bernard Verley : l'acteur doubleur de la bande-annonce
- L.M. Kit Carson : un journaliste fantasmé
- Chris Bearne : un journaliste fantasmé
- Jean-Paul Scarpitta : un journaliste fantasmé
- Nicolas Saada : un journaliste fantasmé
- Rémy Fourquin : un journaliste fantasmé
- Jean-Claude Schlim : un journaliste fantasmé
- Sascha Ley : un journaliste fantasmé
- Jacques Deglas : un journaliste fantasmé
- Gilles Soeder : un journaliste fantasmé
- Julian Nest : un journaliste du festival
- Greta Seacat Kaufman : une journaliste du festival
- Barbara Sarafian : une journaliste du festival
- Leslie Woodhall : une membre de l'administration
- Jean-Baptiste Kremer : un membre de l'administration
- Franck Sasonoff : un homme en colère
- Jean-François Wolff : un homme à la soirée
- Eric Connor : l'acteur chevelu à la soirée
- Diana Gartner : un mannequin
- Stéphanie Gesnel : une actrice à la soirée
- Frédéric de Brabant : le steward
- Shawn Mortensen : un garde révolutionnaire
- Mathieu Tonetti : un garde révolutionnaire
- Ann Maes : une actrice vampire
- Giantare Parulyte : une actrice vampire
- Caroline Lies : une actrice vampire
- Stoyanka Tanya Gospodinova : une actrice vampire
- Magali Dahan : une actrice vampire
- Natalie Broker : une actrice vampire
- Wanda Perdelwitz : une actrice vampire
- Pieter Riemens : l'assistant metteur en scène
- Federica Citarella : la fille bavarde
- Andrea Cormaci : le jeune militaire
- Corinne Terenzi : l'adolescent amoureux
- Emidio La Vella : l'acteur italien
- Massimo Schina : le type sympa à la soirée
- Caroline Colombini : la jeune femme en minijupe
- Rosa Pianeta : la femme en Fiat
- Christophe Chrompin : le petit copain jaloux
- Romain Duris : le cinéaste hippie